# Syngaster stevensi
Syngaster stevensi är en stekelart som beskrevs av Iqbal, Austin och Sergey A. Belokobylskij 2006. Syngaster stevensi ingår i släktet Syngaster och familjen bracksteklar. Inga underarter finns listade i Catalogue of Life.